# Hanroth
Hanroth település Németországban, Rajna-vidék-Pfalz tartományban. Lakosainak száma 644 fő (2023. december 31.).

## Népesség
A település népességének változása:
| Lakosok száma | 426  | 650  | 639  | 641  | 636  | 644  |
|               | 1975 | 2017 | 2019 | 2021 | 2022 | 2023 |